# Halobrecta
Halobrecta is een geslacht van kevers uit de familie van de kortschildkevers (Staphylinidae).

## Soorten
- Halobrecta algae (Hardy, 1851)
- Halobrecta algophila (Fenyes, 1909)
- Halobrecta cingulata (Cameron, 1920)
- Halobrecta discipula Pace, 1999
- Halobrecta flavipes Thomson, 1861
- Halobrecta halensis Mulsant & Rey, 1873
- Halobrecta princeps (Sharp, 1869)